# Baryon

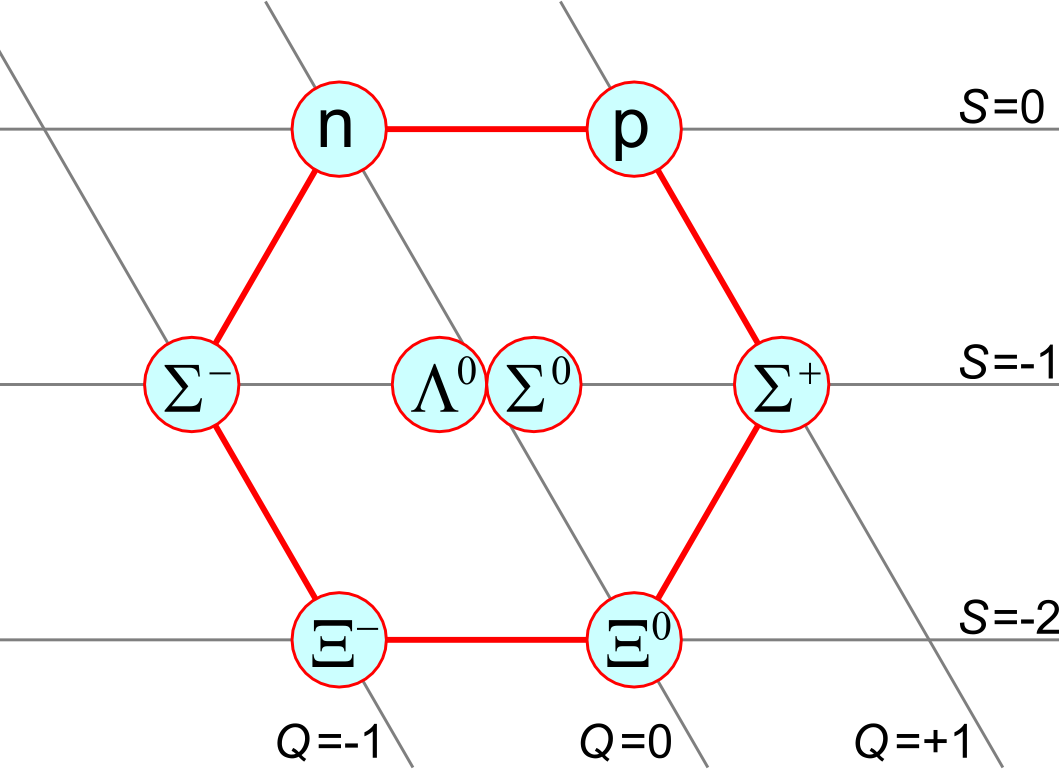
Baryonový oktet

Baryonový dekuplet

Baryon je v částicové fyzice složená částice, která je tvořena lichým počtem kvarků. Nejznámějšími baryony jsou tříkvarkové protony a neutrony (částice jádra atomu). Baryony jsou obecně těžší než ostatní částice, proto získaly svůj název od řeckého βαρύς barys, těžký. Na základě svých vlastností se řadí mezi hadrony a fermiony.
Antičásticemi baryonů (antibaryony) jsou částice, v nichž jsou původní kvarky zaměněny odpovídajícími antikvarky.

## Vlastnosti
Všechny baryony mají hmotnost rovnou nebo větší než je hmotnost protonu a mají vyšší klidovou hmotnost nežli ostatní částice.
Baryon nemá na rozdíl od kvarků, ze kterých je složen, barevný náboj, je barevně neutrální.
Baryony mají poločíselný spin, tzn. {\displaystyle s={\frac {1}{2}},{\frac {3}{2}},{\frac {5}{2}},...} a proto se řadí mezi fermiony a jejich vlastnosti lze popsat Fermiho–Diracovým rozdělením. Podléhají také Pauliho vylučovacímu principu.
Baryony dále patří mezi hadrony, protože reagují na silnou interakci.
Každé elementární částici lze přiřadit tzv. baryonové číslo.

## Pojmenování
Pojmenování baryonů a baryonových rezonancí (u nich se k názvu přidává závorka s klidovou energií v MeV) se řídí následujícím schématem:
1. Baryony složené pouze z kvarků 1. generace (u nebo d, složení je jednoznačně dané nábojem):
  - nukleon N (s izospinem 1/2), pouze základní stavy mají vlastní názvy a označení: proton p a neutron n
  - baryon delta Δ (s izospinem 3/2)
2. Baryony složené ze 2 kvarků 1. generace (u nebo d) a jednoho jiného (s, c, b, t):
  - baryon lambda Λi (s izospinem 0), kde index i označuje 3. kvark (c, b nebo t, index s se nepíše)
  - baryon sigma Σi (s izospinem 1), kde index i označuje 3. kvark (c, b nebo t, index s se nepíše)
3. Baryony složené z 1 kvarku 1. generace (u nebo d) a dvou jiných (s, c, b, t):
  - baryon ksí Ξij (s izospinem 1/2), kde indexy i,j označují 2. a 3. kvark (c, b nebo t, index s se nepíše)
4. Baryony složené pouze z kvarků 2. a 3. generace (s, c, b, t):
  - baryon omega Ωijk (s izospinem 1/2), kde indexy i,j,k označují kvarky (c, b nebo t, index s se nepíše)

Příklady:
Δ(1232)0, Λc+, Σ(1385)−, Ξc(2645)+